# Franz Gutkas
Franz Gutkas (2 juli 1903 – Wenen, 21 november 1955) was een Oostenrijks voetballer en voetbaltrainer. Hij was veertien jaar actief voor Austria Wien als speler en trainer, was trainer van FC Porto en zes jaar actief in Noorwegen. Voor het seizoen 1954/55 was hij in Nederland aangesteld als de hoofdtrainer bij ADO. Wegens ziekte werd hij bij ADO in maart 1955 ad interim vervangen door Max Merkel, die tevens trainer van HBS was. Gutkas keerde in juni terug naar Oostenrijk, waar hij in november dat jaar overleed.

## Erelijst
FC Porto
| Nationaal              |    |         |
| Portugese voetbalbeker | 1x | 1936/37 |